# 月田秀子
月田 秀子（つきだ ひでこ、1951年1月24日 - 2017年6月16日）は、ファド歌手。東京都生まれ。立命館大学文学部中退。
関西芸術アカデミー俳優養成所を経て、未知座小劇場に入団。女優として活動する傍ら菅美沙緒、出口美保の下でシャンソンを学び、1980年に「シャンソニエ・ジルベール・ベコー」でデビューを果たした。
その後アマリア・ロドリゲスに影響を受け、本格的にファドの世界へ。1987年にはポルトガルに留学し、ファド歌手としてデビュー。日本初の本格的ファド歌手として普及活動に貢献。
2006年頃線維筋痛症を発症するが、闘病しながら活動を続けていた。2010年、ポルトガル大統領よりメリト勲章を受ける。
2017年6月16日、肺がんのため北海道室蘭市の病院で死去。66歳没。